# Calcul fonctionnel matriciel
En mathématiques, le calcul fonctionnel matriciel est une théorie permettant d'étendre à des matrices une fonction définie initialement uniquement pour des variables réelles ou complexes.

## Fonction d'une matrice
En prolongeant ces définitions, on peut définir pour toute fonctionnelle f complexe définie sur U un ouvert de {\displaystyle \mathbb {C} } contenant les valeurs propres de M. Les propriétés de régularité sont à prendre au sens complexe, ainsi on dit qu'une fonction f est {\displaystyle \mathbb {C} }-dérivable en z0 si
{\displaystyle \lim _{z\rightarrow z_{0}}{\frac {f(z)-f(z_{0})}{z-z_{0}}}<\infty }

### Définitions

#### Par interpolation
Indépendance du choix de polynôme
On considère alors un polynôme P qui interpole f aux points λi et aux ordres mi. On définit alors f(M) par P(M).
Théorème — La fonction matricielle ne dépend pas du choix du polynôme interpolateur P
En fait, on aurait pu se contenter d'interpoler f aux ordres de multiplicité géométriques (c'est-à-dire l'ordre des valeurs propres dans le polynôme minimal) pour avoir ce résultat :
Théorème —  Soit M ∈ Mn(C) et P,Q ∈ C[X]. Soit {\displaystyle \mu _{M}=\prod _{i=1}^{j}(X-\lambda _{i})^{\omega _{i}}} le polynôme minimal de M. Les propositions suivantes sont équivalentes.
- {\displaystyle P(M)=Q(M)}
- {\displaystyle \forall i\in {1,...,j},\forall k\in {0,...,\omega _{i-1}},P^{(k)}(\lambda _{i})=Q^{(k)}(\lambda _{i})}
- {\displaystyle \mu _{M}\mid P-Q}

Le calcul fonctionnel est donc bien défini indépendamment du choix du polynôme interpolateur. Ceci répond en particulier à la question laissée en suspens : le calcul fonctionnel défini pour les matrices diagonalisables ne dépendait pas du choix de la matrice de passage.
Formule de Sylvester
Les propriétés du calcul fonctionnel et l'expression du polynôme d'interpolation de Lagrange permettent d'établir la formule suivante, appelée formule de Sylvester. Pour toute matrice M diagonalisable de valeurs propres {λ1, ..., λk} et toute fonction définie sur un voisinage de ces valeurs propres
{\displaystyle f(M)=\sum _{i=1}^{k}f(\lambda _{i})\prod _{j\neq i}{\frac {M-\lambda _{j}\mathrm {I} _{n}}{\lambda _{i}-\lambda _{j}}}.}
Il existe des formules analogues dans le cas non diagonalisable.

#### Par sa forme de Jordan
Cette définition est plus générale et donc adaptée aux matrices non diagonalisables.
On considère alors sa forme de Jordan : pour une matrice M carrée de taille n, avec p valeurs propres {λ1, ..., λp} de multiplicités respectives {m1, ..., mp}, alors il existe une matrice P inversible telle que :
{\displaystyle M=P^{-1}{\begin{pmatrix}J_{1}(\lambda _{1})&0&\ldots &0\\0&J_{2}(\lambda _{2})&\ddots &\vdots \\\vdots &\ddots &\ddots &0\\0&\ldots &0&J_{p}(\lambda _{p})\end{pmatrix}}P,\quad {\textrm {avec}}\quad J_{k}(\lambda )={\begin{pmatrix}\lambda &1&0&\ldots &0\\0&\lambda &\ddots &\ddots &\vdots \\\vdots &\ddots &\ddots &\ddots &0\\\vdots &&\ddots &\ddots &1\\0&\ldots &\ldots &0&\lambda \end{pmatrix}}\in {\mathcal {M}}_{m_{k}}(\mathbb {C} )}
On a alors :
{\displaystyle f(M)=P^{-1}{\begin{pmatrix}f(J_{1}(\lambda _{1}))&0&\ldots &0\\0&f(J_{2}(\lambda _{2}))&\ddots &\vdots \\\vdots &\ddots &\ddots &0\\0&\ldots &0&f(J_{p}(\lambda _{p}))\end{pmatrix}}P,\quad {\textrm {avec}}\quad f(J_{k}(\lambda ))={\begin{pmatrix}f(\lambda )&f'(\lambda )&{\tfrac {f{''}(\lambda )}{2}}&\ldots &{\tfrac {f{(m_{k}-1)}(\lambda )}{(m_{k}-1)!}}\\0&f(\lambda )&f'(\lambda )&\ddots &\vdots \\\vdots &\ddots &\ddots &\ddots &{\tfrac {f{''}(\lambda )}{2}}\\\vdots &&\ddots &\ddots &f'(\lambda )\\0&\ldots &\ldots &0&f(\lambda )\end{pmatrix}}.}

#### Par la formule intégrale de Cauchy
{\displaystyle f(M)={\frac {1}{2\mathrm {i} \pi }}\int _{\Gamma }f(z)(z\mathrm {I} -M)^{-1}\mathrm {d} z}
où f est analytique et Γ un contour fermé autour du spectre σ(M).

### Propriétés
Ce calcul fonctionnel hérite automatiquement des propriétés de morphismes du calcul fonctionnel polynomial : pour toutes fonctions f et g de classe C∞ sur un ouvert U contenant les valeurs propres de M :
- {\displaystyle (f+g)(M)=f(M)+g(M)}
- {\displaystyle (fg)(M)=f(M)g(M)}
- {\displaystyle \mathbf {1} (M)=\mathrm {I} _{n}} où 1 désigne le polynôme constant égal à 1.
- {\displaystyle \mathrm {id} (M)=M} où id désigne l'application identité.
- {\displaystyle (f\circ g)(M)=f(g(M))}
- {\displaystyle f(R^{-1}MR)=R^{-1}f(M)R}

## Exemples
Exponentielle d'une matrice
On appelle alors exponentielle d'une matrice l'image de l'application
{\displaystyle \exp :\mathrm {M} _{n}(\mathbb {C} )\to \mathrm {M} _{n}(\mathbb {C} ),\quad A\mapsto \mathrm {e} ^{A}=\sum _{k\in \mathbb {N} }{\frac {1}{k!}}A^{k}.}
Cette définition est valable pour toute matrice carrée.
Logarithme d'une matrice
On appelle alors logarithme d'une matrice l'image de l'application
{\displaystyle \ln :\mathrm {M} _{n}(\mathbb {C} )\to \mathrm {M} _{n}(\mathbb {C} ),\quad A\mapsto \mathrm {\ln(} A)=\sum _{k\in \mathbb {N} ^{*}}{\frac {(-1)^{k-1}}{k}}(A-\mathrm {I} _{n})^{k}}.
Cette définition n'est valable pour toute matrice carrée telle que {\displaystyle \|A-\mathrm {I} _{n}\|<1}. De même que la fonction logarithme est multivaluée sur le plan complexe, le logarithme principal d'une matrice est une matrice dont les valeurs propres ont une partie imaginaire entre –π et π.
On peut définir le logarithme de toute matrice définie positive hermitienne avec la définition suivante :
{\displaystyle \ln :\mathrm {M} _{n}(\mathbb {C} )\to \mathrm {M} _{n}(\mathbb {C} ),\quad A\mapsto \mathrm {\ln(} A)=-2\sum _{k\in \mathbb {N} }{\frac {1}{2k+1}}\left[(\mathrm {I} _{n}-A)(\mathrm {I} _{n}+A)^{-1}\right]^{2k+1}}.
Polynôme matriciel
Pour tout polynôme {\displaystyle P=\sum _{k=0}^{d}a_{k}X^{k}\in \mathbb {K} [X]}, on peut définir le polynôme matriciel :
{\displaystyle M\in M_{n}(\mathbb {K} )\mapsto P(M)=\sum _{k=0}^{d}a_{k}M^{k}}
Cette définition est valable pour toute matrice carrée.
Fonction d'une matrice 2×2
Pour toute fonction f, une matrice 2×2 peut s'écrire
{\displaystyle f(A)={\frac {1}{2}}\left(f(\lambda _{+})+f(\lambda _{-})-{\frac {\mathrm {Tr} (A)}{\sqrt {\mathrm {Tr} (A)^{2}-4\,\mathrm {det} (A)}}}\left[f(\lambda _{+})-f(\lambda _{-})\right]\right)\mathrm {I} _{2}+{\frac {\left[f(\lambda _{+})-f(\lambda _{-})\right]}{\sqrt {\mathrm {Tr} (A)^{2}-4\,\mathrm {det} (A)}}}A~,}
où {\displaystyle \lambda _{\pm }} sont les valeurs propres de la matrice, soit les solutions de l'équation |A − λI| = 0, et qui sont données par
{\displaystyle \lambda _{\pm }={\frac {\mathrm {Tr} (A)\pm {\sqrt {\mathrm {Tr} (A)^{2}-4\,\mathrm {det} (A)}}}{2}}.}

## Applications
De la même façon qu'une exponentielle de matrice a été définie pour la résolution de systèmes différentiels linéaires du premier ordre, on peut définir une fonction de matrice pour des systèmes différentiels plus généraux. Par exemple, un système différentiel linéaire du second ordre, de la forme :
{\displaystyle {\frac {\mathrm {d} ^{2}y}{\mathrm {d} t^{2}}}(t)=Ay(t),y(0)=y_{0},y'(0)=y_{1}}
aura une solution de la forme :
{\displaystyle y(t)=\cos(t{\sqrt {A}})y_{0}+({\sqrt {A}})^{-1}\sin(t{\sqrt {A}})y_{1}}
où les cosinus et sinus de matrices sont définies par les séries matricielles :
{\displaystyle \cos(M)=\sum _{k=0}^{\infty }{\frac {(-1)^{2k}}{(2k)!}}M^{2k},\quad \sin(M)=\sum _{k=0}^{\infty }{\frac {(-1)^{2k+1}}{(2k+1)!}}M^{2k+1}}
et √A est la racine carrée matricielle de A.
On peut ainsi définir la fonction signe matricielle (en) dans la résolution des équations discrète de Liapounov et de Riccati algébrique (en).

## Les divers calculs fonctionnels
Pour des descriptions détaillées plus rigoureuses, voir
- Calcul fonctionnel holomorphe ;
- Calcul fonctionnel borélien (en),
- Calcul fonctionnel continu (en)